# NGC 5907
NGC 5907 é uma galáxia espiral (Sc) localizada na direcção da constelação de Draco. Possui uma declinação de +56° 19' 49" e uma ascensão recta de 15 horas, 15 minutos e 53,8 segundos.
A galáxia NGC 5907 foi descoberta em 5 de Maio de 1788 por William Herschel.

## NGC 5906
Um dos aglomerados estelares contidos em NGC 5907 ganhou uma designação própria dentro do catálogo NGC, NGC 5906.